# DARP-platbodemcompetitie

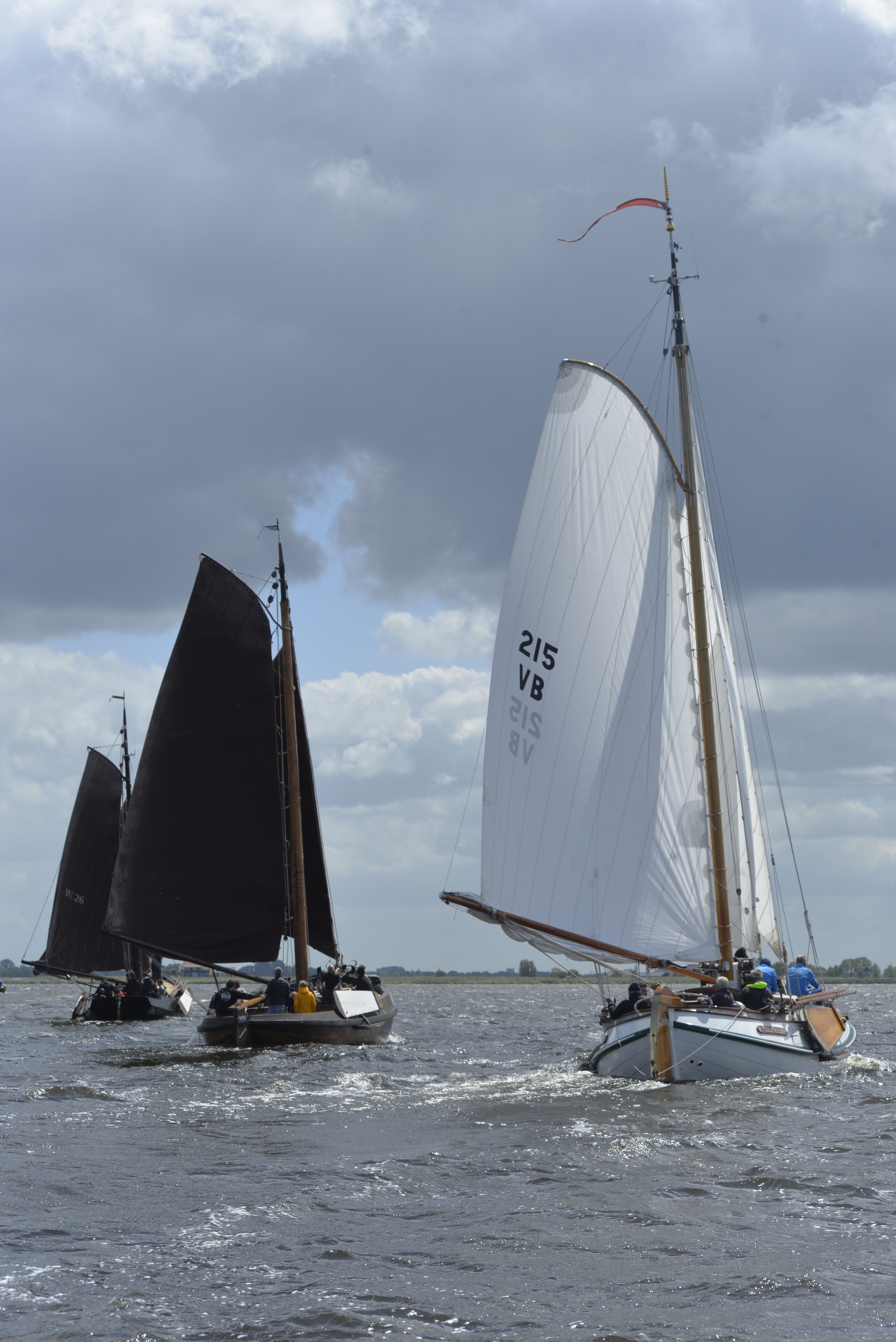
Schepen van de DARP op het randmeer voor Spakenburg, 2022

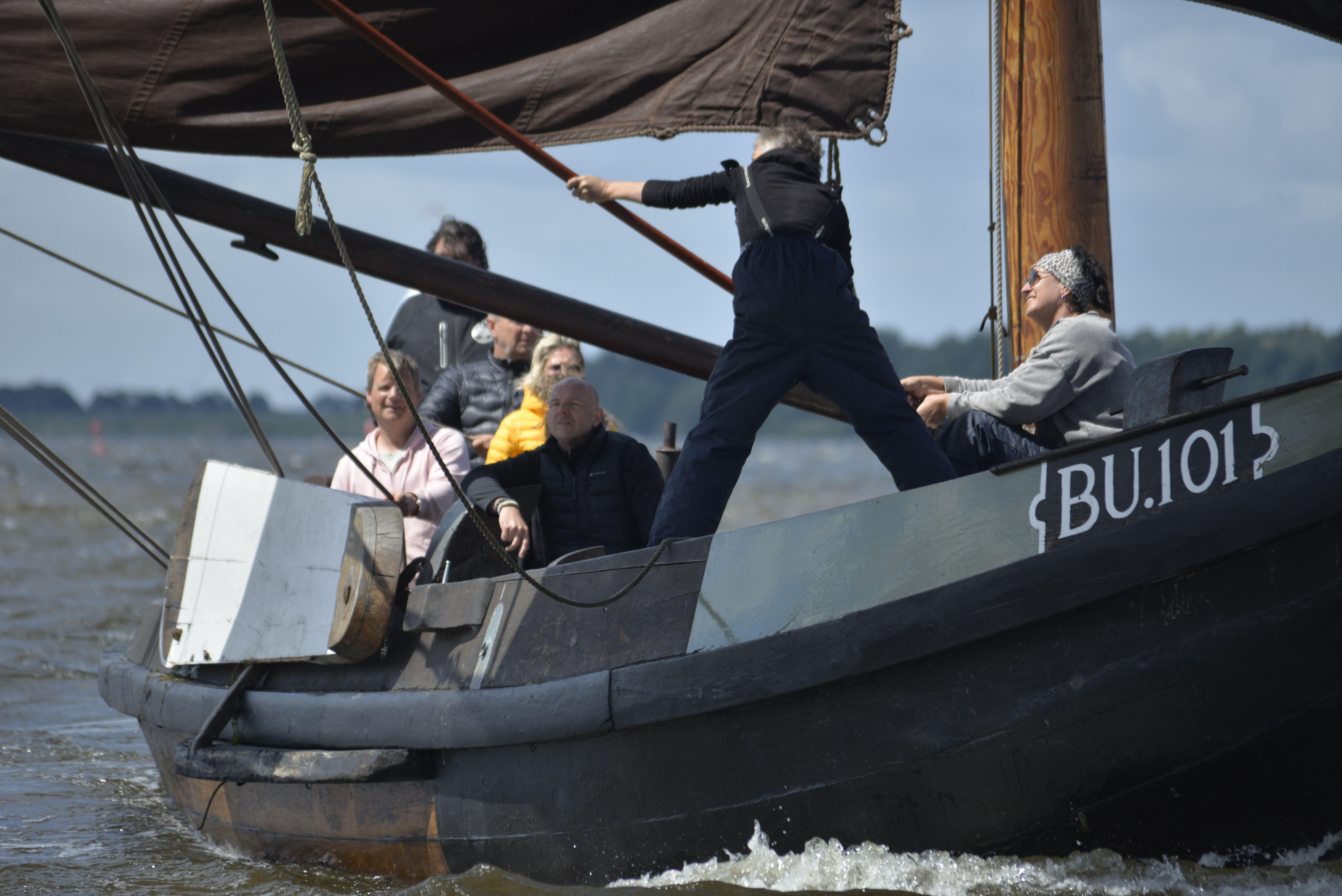
Hard werken tijdens de wedstrijd

De D.A.R.P. Competitie is een zeilcompetitie voor rond- en platbodemschepen. De afkorting staat voor DinsdagAvond Rond-en Platdodem competitie. 
De competitie wordt sinds 1984 op het Eemmeer bij Spakenburg (gemeente Bunschoten) gevaren met om en nabij de 25 schepen die elkaar treffen in 21 wedstrijden per jaar. De competitie is opgezet om de rond- en platbodemschippers te laten oefenen voor grote landelijke zeilwedstrijden.
In de competitie worden per jaar 21 wedstrijden gevaren in vier klassen, Aken/Hoogaarzen, Schouwen, Botters en overige schepen (grundels, Staverse jollen en schokkers). Van de 21 wedstrijden worden aan het eind van het seizoen 14 wedstrijdresultaten meegeteld voor het eindklassement. De wedstrijden worden gestart in het voorjaar met de Voorjaarsrace en in het najaar afgesloten met de Herfstrace.
Bij bijna alle wedstrijden wordt gevaren met een handicapsysteem, bij de platbodems is dit meestal het TVF-systeem (tijdsvermenigvuldigingsfactorsysteem). Deze handicap wordt door het Watersportverbond toegewezen door middel van een meting op het schip. Het idee achter een handicap is dat alle boten een gelijke kans hebben tijdens wedstrijden, zodat ook het langzaamste schip van de vloot toch kan winnen. Hetzelfde geldt in de akenklasse. In deze klasse varen niet alleen de aken, maar ook andere schepen met de afmetingen van een aak: VA, VB, HB.
Aan het einde van het seizoen worden de resultaten van de verschillende schepen vergeleken, daarna worden de handicaps op basis van de resultaten bijgesteld. Het officiële handicapsysteem wordt uitgegeven door het Watersportverbond, de klasseorganisatie van de rond- en platbodems voert controles en wegingen uit in opdracht van het Watersportverbond.
In 2008, 2013 werden de jubilea van de competitie gevierd. In 2023 varen de schippers van de vloot de 40e competitie sinds 1984.
De organiserende vereniging is Watersportvereniging de Eendracht en sinds 2009 Vereniging de Bruine Vloot Spakenburg.

## Samenwerkingen
De organisatie van de DARP werkt nauw samen met andere evenementen in Spakenburg, namelijk de Zuidwal_(zeilwedstrijd) en de Nacht van Spakenburg.

## Huldiging

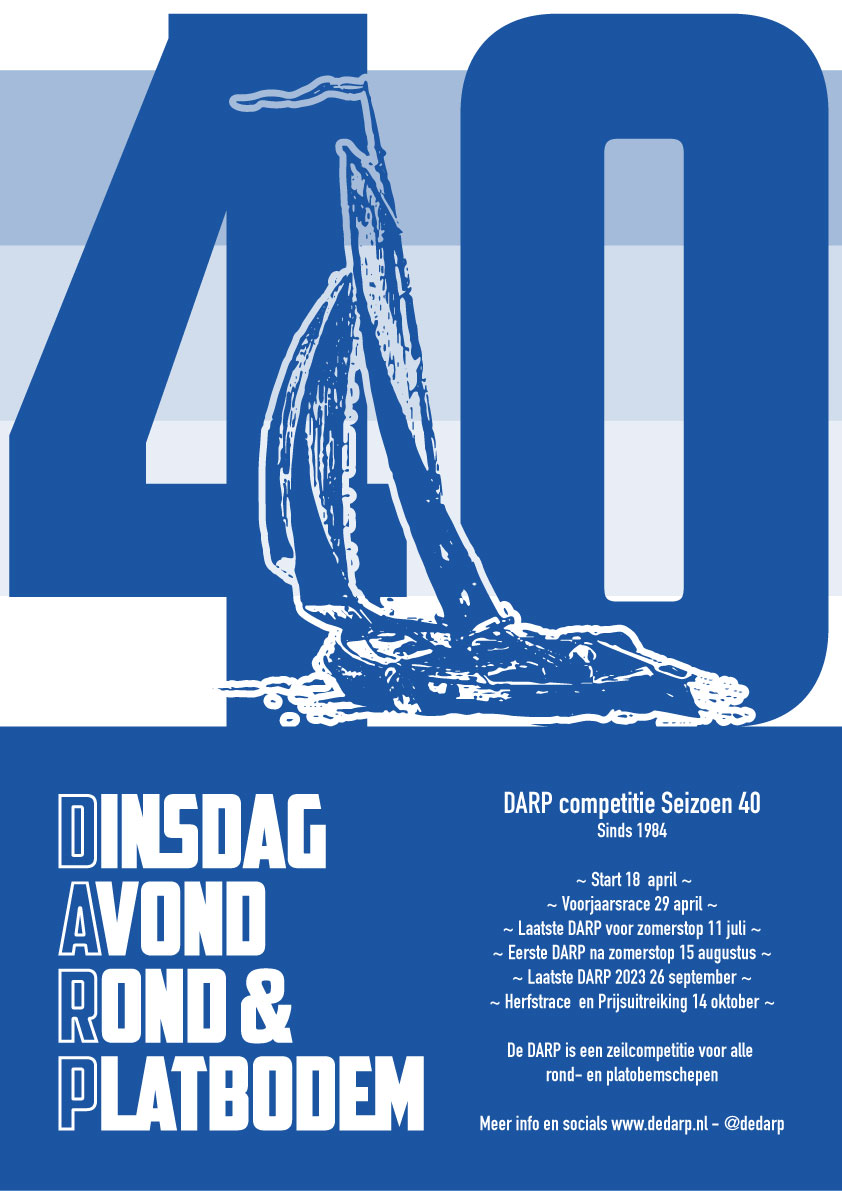
Poster voor seizoen 2023, seizoen nummer 40

In 2013 bij de 30e editie van de competitie kreeg Evert de Graaf uit handen van burgemeester Melis van de Groep de gemeentelijke Pluim voor zijn inzet vanaf 1984 voor de DARP en de Bruine Vloot van Spakenburg. Volgens het juryrapport had De Graaf bijgedragen aan het behoud van de schepen en het varen met authentieke schepen. Hij is sinds 2008 ook erelid van Watersportvereniging de Eendracht.